# The Open Group
The Open Group är ett konsortium som äger varumärket Unix.
The Open Group definierar och certifierar operativsystem som gör anspråk på att kallas och vara kompatibla med Unix och är neutrala när det gäller teknik och företag.

## Specifikationer
Det finns en rad specifikationer för Unixleverantörer: UNIX 93, UNIX 95 (kallas också Single UNIX Specification), UNIX 98 (Single UNIX Specification v2) och UNIX 03 (Single UNIX Specification v3).
IBMs AIX, Hewlett-Packards HP-UX och Sun Microsystems Solaris är alla certifierade enligt UNIX 03. Utöver dessa är Apples unixliknande operativsystem Mac OS X 10.5 "Leopard" det första BSD-baserade operativsystem som erhållit en UNIX 03-certifiering av The Open Group.